# Jazeera Airways
Jazeera Airways — кувейтская авиакомпания, основанная в 2004 году. Штаб-квартира авиакомпании находится на территории международного аэропорта Кувейт. Выполняет регулярные рейсы на Ближний Восток, в Непал, Пакистан, Индию, Шри-Ланку и Европу. Авиакомпания является второй национальной авиакомпанией Кувейта.

## История
В 2004 году правительство Кувейта разрешило создание неправительственной авиакомпании, что, по сути, положило конец 50-летней зависимости Кувейта от единственной авиакомпании в стране — Kuwait Airways. Указом Emiree № 89 от 2004 года авиакомпания Jazeera Airways стала первой частной авиакомпанией в стране.
Около 26% авиакомпании принадлежит двум компаниям, аффилированным с группой компаний Boodai Group, которую входит Jazeera Airways: Wings Finance (9 %) и Boodai Projects (17 %). 6—7% также Jasem M. al-Mousa Trading, компании, принадлежащей бывшему министру общественных работ Кувейта — должности, которую он занимал с момента её создания после окончания вторжения Ирака в Кувейт. Около 17,5 % принадлежит двум компаниям по недвижимости, а остальная часть находится в публичном владении.
Авиакомпания Jazeera Airways начала свою деятельность 30 октября 2005 года с парком самолётов Airbus A320, выполняющих рейсы по нескольким направлениям на Ближнем Востоке.
Во 2 квартале 2009 года власти ОАЭ потребовали от авиакомпании прекратить свою деятельность в Дубае. Этот шаг был расценён как поддержка предстоящего запуска Дубаем собственной бюджетной авиакомпании FlyDubai. Jazeera Airways изменила свою операционную модель, сосредоточившись на своем хабе в Кувейте и попытавшись запустить второй хаб в другом аэропорту. Ко 2 кварталу 2010 года было объявлено, что новая модель оказалась убыточной. Авиакомпания вновь изменила свою модель и прекратила выполнение рейсов на некоторых своих самолётах, затем передав их лизингодателям.

## Пункты назначения
Авиакомпания Jazeera Airways выполняет рейсы на Ближний Восток, в Европу и Азию со своего хаба в Кувейте.
В октябре 2019 года авиакомпания Jazeera Airways запустила свой рейс в Лондон — первый рейс из Кувейта в Великобританию за последние 55 лет. Рейсы выполняются в Южный терминал лондонского аэропорта Гатвик на своих самолётах Airbus A320neo.
24 февраля 2021 года авиакомпания начала полеты в Коломбо, Шри-Ланка.

## Собственный терминал
В 2018 году Jazeera Airways открыла собственный терминал в международном аэропорту Кувейта. Утверждается, что этот объект является первым принадлежащим, построенным и эксплуатируемым частной авиакомпанией на Ближнем Востоке. В нем есть специальный зал регистрации для пассажиров авиакомпании, бизнес-зал, прямой доступ к выходу на посадку и автостоянка на 350 мест.

## Флот

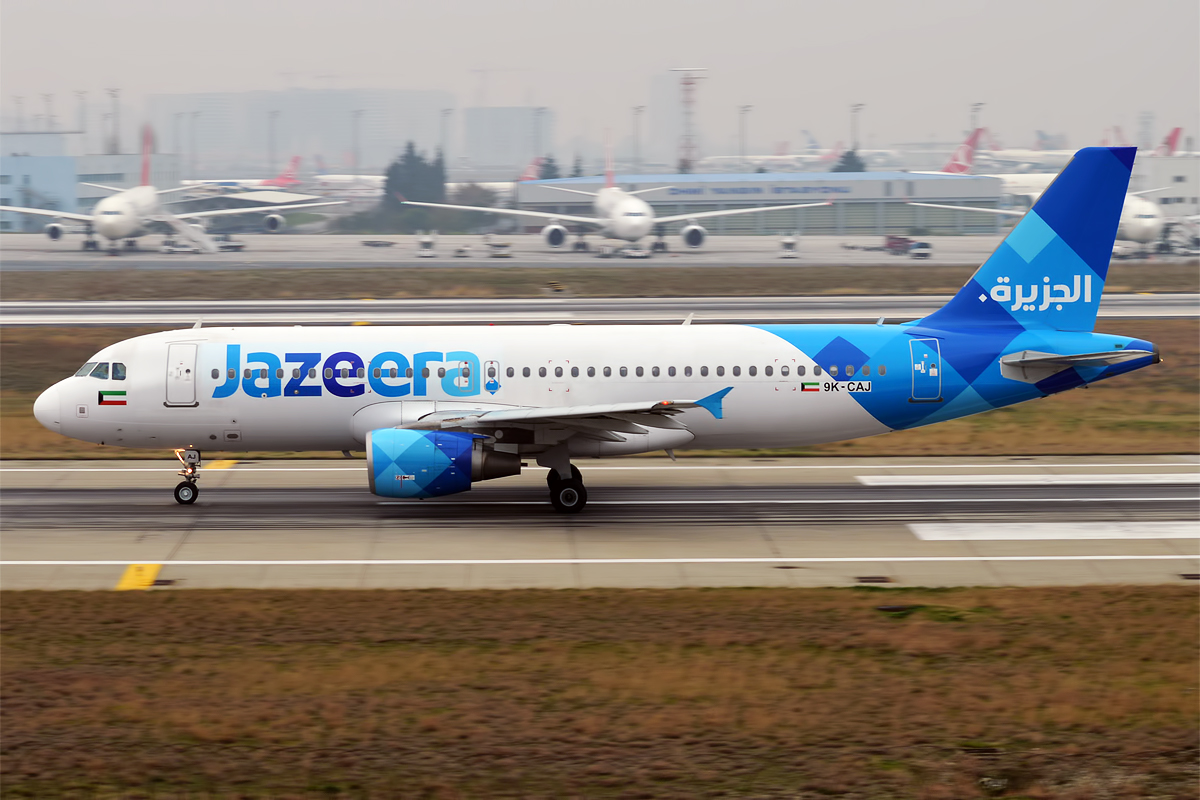
Airbus A320-200 авиакомпании Jazeera Airways

По данным на март 2022 года авиакомпания эксплуатирует следующие воздушные суда:
| Тип             | Эксплуатируется | Заказано | Вместимость | Вместимость | Вместимость | Примечания                                     |
| Тип             | Эксплуатируется | Заказано | C           | Y           | Всего       | Примечания                                     |
| --------------- | --------------- | -------- | ----------- | ----------- | ----------- | ---------------------------------------------- |
| Airbus A320-200 | 8               | —        | 12          | 147         | 159         | Будут заменены Airbus A320neo и Airbus A320neo |
| Airbus A320-200 | 8               | —        | —           | 165         | 165         | Будут заменены Airbus A320neo и Airbus A320neo |
| Airbus A320neo  | 9               | 20       | 12          | 150         | 162         | Поставки начались в 2018 году                  |
| Airbus A321neo  | —               | 8        | Н/Д         | Н/Д         | Н/Д         | Поставки начнутся в 2026 году                  |
| Всего           | 17              | 28       |             |             |             |                                                |

## Авиационные происшествия и катастрофы
- 2 августа 2018 года у самолёта авиакомпании Jazeera Airways, выполнявшего рейс 608 произошёл пожар в правом двигателе при посадке в Хайдарабаде. Все 145 пассажиров были благополучно эвакуированы, пожар был потушен[9].